# Hemidactylus makolowodei
Hemidactylus makolowodei là một loài thằn lằn trong họ Gekkonidae. Loài này được Bauer, Lebreton, Chirio, Ineich & Talla Kouete mô tả khoa học đầu tiên năm 2006.